# Aius Locutius
Aius Locutius (o Aius Loquens), nom que conté dues vegades la idea de parlar (aio i loquor) va ser una divinitat romana molt misteriosa.
Només es va manifestar un cop, el 389 aC. Una nit es va sentir a Roma una veu que anunciava l'arribada dels gals, que efectivament van arribar a les portes de la ciutat. No se li va parar atenció però després de la caiguda de Roma, quan els gals van ser expulsats, el dictador Camil per reparar la falta de respecte que havien comès al no escoltar la veu profètica, li va erigir un temple i altar a qui van anomenar Aius Locutius (és a dir, més o menys, "Pregoner"), al lloc on s'havia sentit la veu, al cantó nord del Palatí.